# Arna de l'olivera
L'arna de l'olivera (Prays oleae) és una espècie de lepidòpter ditrisi de la família dels pràidids ( dins de la superfamília dels Iponomeutoïdeus). La seva distribució és la sud d'Europa i Nord d'Àfrica (regió mediterrània).

## Morfologia
És una arna petita que fa 6-7 mm de longitud i 12-14 mm d'envergadura. Els mascles i les femelles són molt semblants, però normalment la mida dels mascles és menor que la de les femelles. Els adults o imagos s'alimenten de nèctar i substàncies ensucrades.
Les ales anteriors són grises amb algunes petites taques negres i amb reflexos platejats. Les ales posteriors són de color gris platejat uniforme, reduïdes a una simple làmina envoltada per una franja de pèls llargs.
Els ous fan uns 0,5 mm de llarg per 0,4 mm d'ample.
Les larves fan 0,6 mm acabades de néixer i arriben a un màxim de 7 mm de longitud i 1,4 mm de diàmetre. Tenen 5 estadis larvaris, són de color marró clar (avellana).

## Cicle vital
El seu cicle és de tres generacions anuals. La primera posta d'ous es fa el mes de setembre. La primera generació és antòfaga (es mengen els botons florals i les flors obertes de les oliveres); la segona generació és carpòfaga (dins les olives alimentant-se del pinyol) i la tercera generació és fitòfaga (mengen fulles).

## Fitopatologia
Les larves són una plaga molt comuna en l'olivera. Altres plantes sobre les que també s'alimenta són dels gèneres dins la família oleàcia Phillyrea, Gessamí i Ligustrum. Les larves fan galeries dins les fulles de les plantes hoste. La galeria en principi consisteix en un passadís curt i estret en la part de dalt de la fulla. Més tard, a principi de la primavera, abandona la galeria i s'instal·la en una taca irregular a qualsevol lloc de la fulla o bé continua la galeria. Els excrements són expulsats de la fulla a través d'un forat però en part es poden veure en la part inferior de la fulla.
Els danys principals són principalment per la segona generació que es menja les olives i aquestes cauen. El clima del lloc on es troben les oliveres té molta importància (més afectats els llocs càlids). Si l'atac no és molt intens les olives no atacades es fan més grosses i poden arribar a compensar la collita total. Els dos períodes de tractaments són a l'inici de la florida (finals de primavera) i quan les larves penetren a l'oliva (principi d'estiu). Insecticides de síntesi química i biològics (com Bacillus thuringiensis (varietat Kurstaki). Els enemics naturals que mes destaquen són Ageniaspis fuscicollis, Chelonus rimatus i Angitia armillata.